# Haeterius helenae
Haeterius helenae är en skalbaggsart som beskrevs av Mann 1914. Haeterius helenae ingår i släktet Haeterius och familjen stumpbaggar. Inga underarter finns listade i Catalogue of Life.